# قره‌صندوق‌لی (صندوق‌لی)
قره‌صندوق‌لی (به ترکی استانبولی: Karasandıklı) یک منطقهٔ مسکونی در ترکیه است که در صندوق‌لی واقع شده‌است.